# Alè alè
Alè alè è un singolo del cantautore italiano Cristiano Malgioglio, in collaborazione con il gruppo musicale cubano Gente de Zona, pubblicato il 9 maggio 2025.

## Tracce
Testi e musiche di Cristiano Malgioglio, Gabriel Rossi, Jessee Suarez, Lorenzo Santarelli, Marco Salvaderi e Raul Diario Rodriguez.
1. Alè alè (feat. Gente de Zona) – 3:10